# Monika Bunke
Monika Bunke es una deportista alemana que compitió en piragüismo en la modalidad de aguas tranquilas. Ganó cinco medallas en el Campeonato Mundial de Piragüismo entre los años 1989 y 1991.

## Palmarés internacional
| Representando a la RDA   |                    |                   |             |
| Campeonato Mundial       |                    |                   |             |
| Año                      | Lugar              | Medalla           | Competición |
| 1989                     | Plovdiv (Bulgaria) | Medalla de oro    | K2 5000 m   |
| 1989                     | Plovdiv (Bulgaria) | Medalla de oro    | K4 500 m    |
| Representando a la RFA   |                    |                   |             |
| Campeonato Mundial       |                    |                   |             |
| Año                      | Lugar              | Medalla           | Competición |
| 1990                     | Poznań (Polonia)   | Medalla de bronce | K2 500 m    |
| 1990                     | Poznań (Polonia)   | Medalla de bronce | K4 500 m    |
| Representando a Alemania |                    |                   |             |
| Campeonato Mundial       |                    |                   |             |
| Año                      | Lugar              | Medalla           | Competición |
| 1991                     | París (Francia)    | Medalla de oro    | K4 500 m    |